# Olympische Sommerspiele 1976/Kanu – Vierer-Kajak 1000 m (Männer)
Die Wettkämpfe im Vierer-Kajak über 1000 Meter bei den Olympischen Sommerspielen 1976 wurden vom 29. bis 31. Juli auf der Île Notre-Dame ausgetragen.
Es wurden drei Vorläufe und zwei Hoffnungsläufe ausgetragen. Danach folgten drei Halbfinalläufe und das Finale, das das Boot der Sowjetunion gewann.

## Ergebnisse

### Vorläufe
Die jeweils ersten drei Boote qualifizierten sich für die Halbfinals, die restlichen Boote für den Hoffnungslauf.

#### Lauf 1
| Rang | Athleten                                                                  | Nation         | Zeit        |
| ---- | ------------------------------------------------------------------------- | -------------- | ----------- |
| 1    | José María Esteban José Ramón López Herminio Menéndez Luis Gregorio Ramos | Spanien        | 3:06,46 min |
| 2    | Sergei Tschuchrai Alexander Degtjarjow Jurij Filatow Wladimir Morosow     | Sowjetunion    | 3:08,77 min |
| 3    | Iwan Manew Boschidar Milenkow Nikolaj Natschew Wassil Tschilingirow       | Bulgarien      | 3:11,39 min |
| 4    | Kjell Hasselqvist Anders Larsson Håkan Mattson Sakari Peltonen            | Schweden       | 3:14,24 min |
| 5    | Hugh Fisher Jean Fournel Peter Patasi Lou Tollas                          | Kanada         | 3:19,17 min |
| 6    | Anthony Alan-Williams Brian Haynes John Oliver Alan Williams              | Großbritannien | 3:19,35 min |
| 7    | Luciano Buonfiglio Massimo Moriconi Pier Duilio Puccetti Andrea Salvietti | Italien        | 3:19,60 min |

#### Lauf 2
| Rang | Athleten                                                         | Nation             | Zeit        |
| ---- | ---------------------------------------------------------------- | ------------------ | ----------- |
| 1    | Frank-Peter Bischof Bernd Duvigneau Rüdiger Helm Jürgen Lehnert  | DDR                | 3:06,75 min |
| 2    | Henryk Budzicz Kazimierz Górecki Grzegorz Kołtan Ryszard Oborski | Polen              | 3:07,91 min |
| 3    | Jürgen Bohr Edgar Hartung Helmar Mang Chris van Eeden            | BR Deutschland     | 3:09,17 min |
| 4    | József Deme Csaba Giczy János Rátkai Zoltán Romhányi             | Ungarn             | 3:15,52 min |
| 5    | Bruce Barton Peter Deyo Stephen Kelly Brent Turner               | Vereinigte Staaten | 3:18,12 min |
| 6    | Declan Burns Brendan O’Connell Ian Pringle Howard Watkins        | Irland             | 3:27,56 min |
| 7    | Kwan Honk Wai Mak Chi Wai Ng Tsuen Man John Wai                  | Hongkong           | 3:55,72 min |

#### Lauf 3
| Rang | Athleten                                                         | Nation           | Zeit        |
| ---- | ---------------------------------------------------------------- | ---------------- | ----------- |
| 1    | Nicușor Eșanu Vasile Simioncenco Nicolae Simioncenco Mihai Zafiu | Rumänien         | 3:06,88 min |
| 2    | Graham Gilles Dennis Heussner John Sumegi John Trail             | Australien       | 3:10,26 min |
| 3    | Morten Mørland Einar Rasmussen Olaf Søyland Jostein Stige        | Norwegen         | 3:10,60 min |
| 4    | Jacky Alders Jos Broekx Paul Broekx Paul Stinckens               | Belgien          | 3:14,68 min |
| 5    | Heikki Mäkelä Eero Hynninen Ilkka Nummisto Unto Elo              | Finnland         | 3:16,29 min |
| 6    | Vladimír Dolejš Viktor Podloucký Jiří Svoboda Jindřich Wybraniec | Tschechoslowakei | 3:18,03 min |

### Hoffnungsläufe
Die ersten drei Boote der Hoffnungsläufe erreichten das Halbfinale.

#### Lauf 1
| Rang | Athleten                                                         | Nation             | Zeit        |
| ---- | ---------------------------------------------------------------- | ------------------ | ----------- |
| 1    | Kjell Hasselqvist Anders Larsson Håkan Mattson Sakari Peltonen   | Niederlande        | 3:08,72 min |
| 2    | Anthony Alan-Williams Brian Haynes John Oliver Alan Williams     | Großbritannien     | 3:09,62 min |
| 3    | Vladimír Dolejš Viktor Podloucký Jiří Svoboda Jindřich Wybraniec | Tschechoslowakei   | 3:10,62 min |
| 4    | Bruce Barton Peter Deyo Stephen Kelly Brent Turner               | Vereinigte Staaten | 3:11,71 min |
| 5    | Heikki Mäkelä Eero Hynninen Ilkka Nummisto Unto Elo              | Finnland           | 3:13,73 min |
| 6    | Kwan Honk Wai Mak Chi Wai Ng Tsuen Man John Wai                  | Hongkong           | 3:53,75 min |

#### Lauf 2
| Rang | Athleten                                                                  | Nation  | Zeit        |
| ---- | ------------------------------------------------------------------------- | ------- | ----------- |
| 1    | József Deme Csaba Giczy János Rátkai Zoltán Romhányi                      | Ungarn  | 3:06,89 min |
| 2    | Jacky Alders Jos Broekx Paul Broekx Paul Stinckens                        | Belgien | 3:09,71 min |
| 3    | Hugh Fisher Jean Fournel Peter Patasi Lou Tollas                          | Kanada  | 3:11,55 min |
| 4    | Luciano Buonfiglio Massimo Moriconi Pier Duilio Puccetti Andrea Salvietti | Italien | 3:19,53 min |
| 5    | Declan Burns Brendan O’Connell Ian Pringle Howard Watkins                 | Irland  | 3:22,06 min |

### Halbfinalläufe
Die ersten drei Boote der Halbfinals erreichten das Finale.

#### Lauf 1
| Rang | Athleten                                                                  | Nation   | Zeit        |
| ---- | ------------------------------------------------------------------------- | -------- | ----------- |
| 1    | José María Esteban José Ramón López Herminio Menéndez Luis Gregorio Ramos | Spanien  | 3:10,89 min |
| 2    | Morten Mørland Einar Rasmussen Olaf Søyland Jostein Stige                 | Norwegen | 3:11,84 min |
| 3    | Henryk Budzicz Kazimierz Górecki Grzegorz Kołtan Ryszard Oborski          | Polen    | 3:13,62 min |
| 4    | Hugh Fisher Jean Fournel Peter Patasi Lou Tollas                          | Kanada   | 3:14,49 min |
| 5    | Kjell Hasselqvist Anders Larsson Håkan Mattson Sakari Peltonen            | Schweden | 3:16,60 min |

#### Lauf 2
| Rang | Athleten                                                            | Nation           | Zeit        |
| ---- | ------------------------------------------------------------------- | ---------------- | ----------- |
| 1    | Frank-Peter Bischof Bernd Duvigneau Rüdiger Helm Jürgen Lehnert     | DDR              | 3:10,84 min |
| 2    | József Deme Csaba Giczy János Rátkai Zoltán Romhányi                | Ungarn           | 3:12,21 min |
| 3    | Iwan Manew Boschidar Milenkow Nikolaj Natschew Wassil Tschilingirow | Bulgarien        | 3:14,35 min |
| 4    | Graham Gilles Dennis Heussner John Sumegi John Trail                | Australien       | 3:16,35 min |
| 5    | Vladimír Dolejš Viktor Podloucký Jiří Svoboda Jindřich Wybraniec    | Tschechoslowakei | 3:18,71 min |

#### Lauf 3
| Rang | Athleten                                                              | Nation         | Zeit        |
| ---- | --------------------------------------------------------------------- | -------------- | ----------- |
| 1    | Sergei Tschuchrai Alexander Degtjarjow Jurij Filatow Wladimir Morosow | Sowjetunion    | 3:13,52 min |
| 2    | Karl-Gustav von Alfthan Heikki Mäkelä Jorma Lehtosalo Ilkka Nummisto  | Finnland       | 3:15,60 min |
| 3    | Jürgen Bohr Edgar Hartung Helmar Mang Chris van Eeden                 | BR Deutschland | 3:16,14 min |
| 4    | Jacky Alders Jos Broekx Paul Broekx Paul Stinckens                    | Belgien        | 3:18,34 min |
| 5    | Anthony Alan-Williams Brian Haynes John Oliver Alan Williams          | Großbritannien | 3:19,32 min |

### Finale
| Rang | Athleten                                                                  | Nation         | Zeit        |
| ---- | ------------------------------------------------------------------------- | -------------- | ----------- |
| 1    | Sergei Tschuchrai Alexander Degtjarjow Jurij Filatow Wladimir Morosow     | Sowjetunion    | 3:08,69 min |
| 2    | José María Esteban José Ramón López Herminio Menéndez Luis Gregorio Ramos | Spanien        | 3:08,95 min |
| 3    | Frank-Peter Bischof Bernd Duvigneau Rüdiger Helm Jürgen Lehnert           | DDR            | 3:10,76 min |
| 4    | Nicușor Eșanu Vasile Simioncenco Nicolae Simioncenco Mihai Zafiu          | Rumänien       | 3:11,35 min |
| 5    | Henryk Budzicz Kazimierz Górecki Grzegorz Kołtan Ryszard Oborski          | Polen          | 3:12,17 min |
| 6    | Morten Mørland Einar Rasmussen Olaf Søyland Jostein Stige                 | Norwegen       | 3:12,38 min |
| 7    | Iwan Manew Boschidar Milenkow Nikolaj Natschew Wassil Tschilingirow       | Bulgarien      | 3:12,94 min |
| 8    | József Deme Csaba Giczy János Rátkai Zoltán Romhányi                      | Ungarn         | 3:14,67 min |
| 9    | Jürgen Bohr Edgar Hartung Helmar Mang Chris van Eeden                     | BR Deutschland | 3:24,19 min |